# سن پدرو (بایه دل کائوکا)
سن پدرو (انگلیسی: San Pedro, Valle del Cauca) نام شهری در کشور کلمبیا است.